# ریکییا موتگی
ریکییا موتگی (انگلیسی: Rikiya Motegi؛ زادهٔ ۲۷ سپتامبر ۱۹۹۶) بازیکن فوتبال اهل ژاپن است.
وی همچنین در تیم ملی فوتبال زیر ۱۷ سال ژاپن بازی کرده‌است.